# Grenzbach (Röslau)
Der Grenzbach (tschechisch: Pomezní potok), der früher Reitschen- oder Raitschenbach hieß, ist ein rechter Nebenbach der Röslau im bayerischen Fichtelgebirge.

## Quellbäche
Das Grenzgewässer hat zwei Quellbäche, die beide am Nordabfall des Moosrangen im Kohlwald entspringen, den rechten Raitschen- und den keinen halben Kilometer davon entstehenden linken Schmeckenbach. Der kleinere Schmeckenbach, der zum Raitschenbach ungefähr einen Kilometer lang parallel nordnordöstlich läuft, vereinigt sich dann mit diesem zum Grenzbach.

## Verlauf
Der Grenzbach passiert eine Ziegelei im Osten der Marktgemeinde Schirnding und schwenkt dann nach Nordnordwesten, worauf er auf seinem Nordnordwestlauf bis zu seiner Mündung die Bundesrepublik Deutschland von Tschechien trennt. Gleich zu Anfang dieses Grenzabschnitts durchläuft er den Scheitelteich, dann unterquert er beim Grenzübergang die Bundesstraße 303/Europastraße 48 und die Bahnstrecke Nürnberg–Cheb und mündet bei Fischern von rechts in die Röslau, die wenig talab die Eger erreicht.

## Nutzung
Der Grenzbach wird durch Fischerei wirtschaftlich genutzt.

## Karte
- Fritsch Wanderkarte 1:50.000 Fichtelgebirge-Steinwald